# Josef Adámek (sochař)
Josef Adámek (25. července 1927 Dobruška – 18. května 2000 Praha) byl český řezbář a akademický sochař.

## Studia
V letech 1947-1953 vystudoval sochařství na Vysoké škole uměleckoprůmyslové v Praze, kde jeho profesory byli Karel Dvořák a Josef Wagner.

## Známá díla

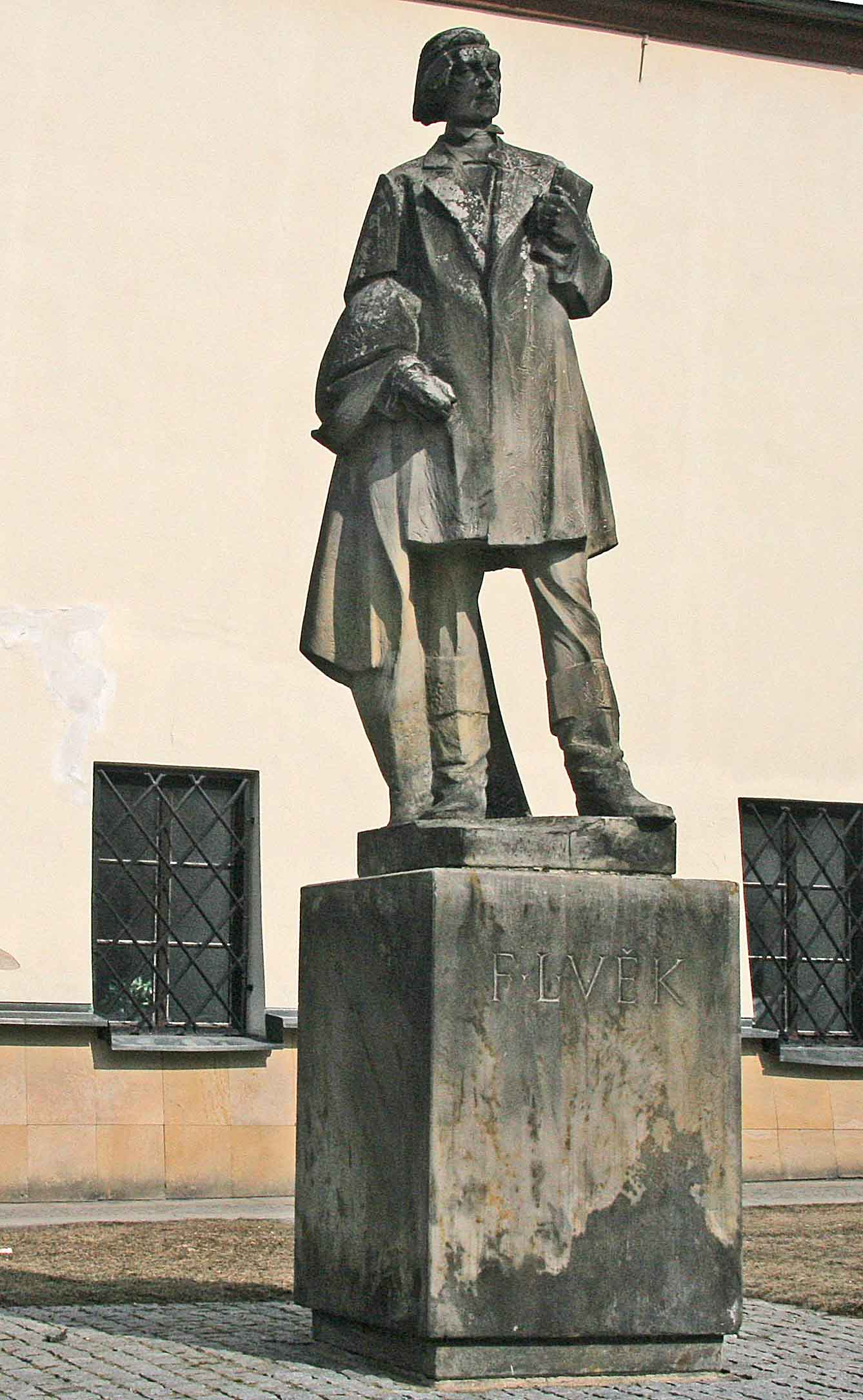
Socha Františka Vladislava Heka-Věka v jejich rodišti
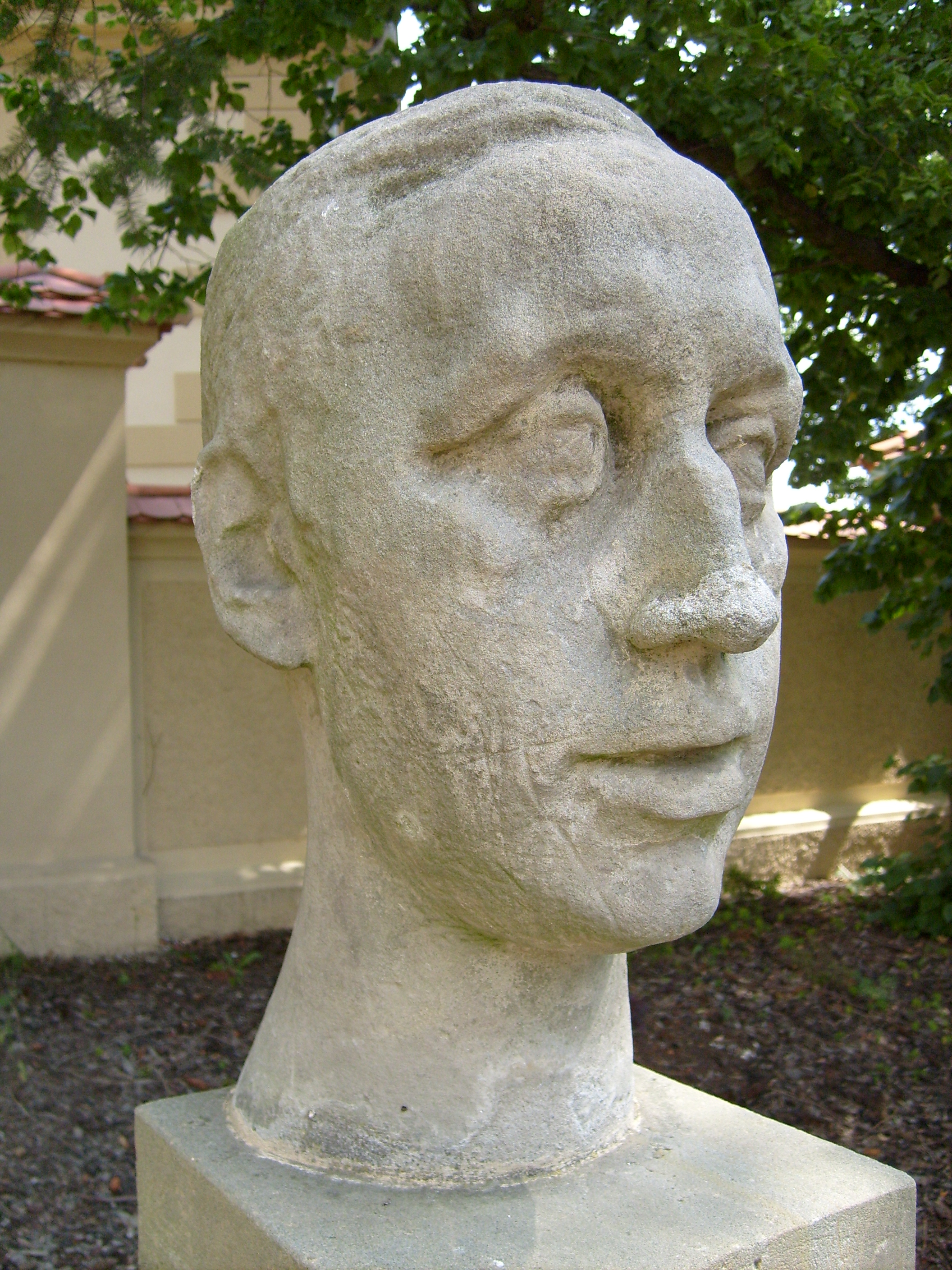
Busta Karla Čapka, umístěná na zámku Chyše